# Clavulinaceae
Clavulinaceae es una familia de hongos del orden Cantharellales. La familia no está bien definida, pero actualmente comprende especies de hongos clavarioides (maza y coral), así como algunos hongos corticoides (formadores de costras y parches). Estas especies son nutricionalmente diversas, algunas son ectomicorrícicas, otras saprótrofas que pudren la madera, otras liquenizadas y otras liquenícolas (que crecen sobre líquenes o los parasitan).

## Descripción
Las especies dentro de la familia son inusualmente diversas en hábitat y ecología. Las especies de Clavulina son ectomicorrícicas y forman asociaciones mutuamente beneficiosas con las raíces de árboles vivos y otras plantas. Las especies de Multiclavula son líquenes, sus basidiocarpos generalmente se encuentran dispersos en láminas de sus algas asociadas. Se supone que las especies de Membranomyces y Sistotrema son saprótrofos que pudren la madera, típicamente formando basidiocarpos corticioides en la parte inferior de ramas muertas adheridas o madera caída. Sin embargo, algunos del último grupo (incluido el género Burgella) a menudo crecen y pueden parasitar líquenes. Colectivamente, las Clavulinaceae tienen una distribución cosmopolita.

## Taxonomía
El micólogo holandés Marinus Anton Donk publicó por primera vez la tribu Clavulinae en 1933 para acomodar especies de hongos clavarioides en el género Clavulina que tenían basidios "stichic" (basidios con husos nucleares dispuestos longitudinalmente). Consideró que esta característica colocaba a las especies en cuestión más cerca de los rebozuelos (Cantharellales) que de otros hongos clavarioideos. En 1961, elevó la tribu al rango de familia, como Clavulinaceae. En 1968, el micólogo estonio Erast Parmasto agregó el género corticioide Clavulicium a la familia, notando que tenía basidios muy similares a los encontrados en Clavulina.
La investigación molecular, basada en el análisis cladístico de secuencias de ADN, ha confirmado la ubicación de Clavulina dentro de Cantharellales, pero aún no ha abordado la circunscripción de la familia Clavulinaceae. El género corticioide Membranomyces (anteriormente denominado Clavulicium) está estrechamente relacionado. El género clavarioide liquenizado Multiclavula también está estrechamente relacionado y ha sido incluido dentro de la familia. Es posible que se incluyan varias especies anteriormente referidas al género corticioide Sistotrema, pero no se les ha cambiado el nombre formalmente. El género Burgella, descrito para un probable anamorfo de este último grupo, está, sin embargo, dentro de la familia. Como tal, las Clavulinaceae contienen actualmente 4 géneros y más de 60 especies. Se descubrió que el género Clavulicium, que anteriormente se ubicaba en Clavulinaceae, pertenecía a la nueva familia Stereopsidaceae.

### Géneros
- Burgella
- Clavulina
- Membranomyces
- Multiclavula